# Arthur Harden

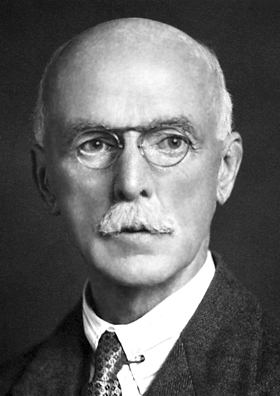
Arthur Harden, 1929

Sir Arthur Harden (* 12. Oktober 1865 in Manchester; † 17. Juni 1940 in Bourne End, London) war ein britischer Chemiker. Harden erhielt 1929 zusammen mit Hans Karl August Simon von Euler-Chelpin den Nobelpreis für Chemie „für ihre Forschung über die Zuckervergärung und den Anteil der Enzyme an diesem Vorgang“.

## Leben
Harden studierte ab 1882 am Owens College (University of Manchester) Chemie und nach dem Abschluss 1885 an der Universität Erlangen, an der er 1888 bei Otto Fischer mit der Arbeit Ueber das β-Nitroso-α-naphtylamin promoviert wurde. Danach war er Lecturer am Owens College. Arthur Harden war ab 1897 am Jenner Institute of Preventive Medicine, später Lister Institute, tätig, zunächst als Leiter der chemischen Abteilung, ab 1905 als Leiter der chemischen und biochemischen Abteilung. 1912 erhielt er zusätzlich eine Professur für Biochemie an der Universität London. 1930 wurde er emeritiert, blieb aber wissenschaftlich aktiv.
Er befasste sich zunächst mit dem Stoffwechsel von E. coli und dann mit alkoholischer Gärung. Mit seinem Schüler William John Young untersuchte er Enzyme in zellfreier Hefelösung (nach dem Verfahren von Eduard Buchner gewonnen), identifizierte Zymase und ein phosphathaltiges Co-Ferment, von ihnen Cozymase genannt. Beide Komponenten wirkten nur zusammen. Beide untersuchten daraufhin die Funktion von Phosphaten bei der Gärung. Dabei entdeckten sie Zuckerphosphate (wie die Harden-Young-Ester) und die bald darauf als wichtiges Prinzip in der Biochemie erkannte Phosphorylierung.
Harden war ab 1932 Mitglied der Deutschen Akademie der Naturforscher Leopoldina. Er war Fellow der Royal Society und erhielt 1935 die Davy-Medaille. Am 19. Februar 1936 wurde er als Knight Bachelor („Sir“) geadelt.
Der Mondkrater Harden ist nach ihm benannt.

## Schriften
- A New View of the Genesis of Dalton’s Atomic Theory (1896)
- Alcoholic Fermentation (1932)